# Kelly Pavlik
Kelly Robert Pavlik (* 5. April 1982 in Youngstown, Ohio) ist ein ehemaliger US-amerikanischer Profiboxer. Von September 2007 bis April 2010 war er Weltmeister der WBC und WBO, sowie Linearer Weltmeister und Weltranglistenerster des Ring Magazine im Mittelgewicht. Von Sports Illustrated wurde er 2007 zum Boxer des Jahres gewählt.

## Amateurkarriere
Pavlik bestritt als Amateur 98 Kämpfe, von denen er 89 gewann. Er wurde 1999 US-Juniorenmeister im Weltergewicht und gewann bei der US-Meisterschaft der Erwachsenen 2000 die Bronzemedaille im Halbmittelgewicht. Bei der US-Olympiaqualifikation 2000 verlor er im ersten Kampf gegen Jermain Taylor und kam dadurch in die Herausforderer-Klasse, wo er gegen Darnell Wilson und Sechew Powell siegte, ehe er im Entscheidungskampf gegen Anthony Hanshaw verlor. Hanshaw wiederum verlor im Finalkampf gegen Jermain Taylor, der die Meister-Klasse gewonnen hatte.

## Profikarriere
Nach der verpassten Olympiachance wurde Pavlik vom US-Promoter Top Rank als Profi unter Vertrag genommen und gewann 34 Kämpfe in Folge, davon 30 vorzeitig, wobei 27 Gegner eine positive Kampfbilanz aufwiesen. Er besiegte dabei am 7. Oktober 2005 Fulgencio Zúñiga (Bilanz: 17-1) durch TKO in Runde 9 und wurde dadurch Nordamerikameister der NABF im Mittelgewicht, wobei er den Titel gegen Bronco McKart (48-6) und José Zertuche (19-3) verteidigen konnte. Zudem gewann er am 19. Mai 2007 den Kampf um den Platz des WBC-Pflichtherausforderers mit einem TKO-Sieg in Runde 7 gegen Edison Miranda (28-1). 
Er boxte daraufhin am 29. September 2007 in der Boardwalk Hall von Atlantic City gegen den WBC- und WBO-Weltmeister im Mittelgewicht, Jermain Taylor (27-0), der vom Ring Magazine auf Platz 1 der Weltrangliste geführt wurde und seine fünfte Titelverteidigung beider Gürtel bestritt. Im Kampfverlauf ging Pavlik zu Boden und lag bei allen drei Punktrichtern im Rückstand, ehe er in Runde 7 die Oberhand gewann und Taylor zu Boden schlagen konnte, worauf Ringrichter Steve Smoger den Kampf beendete. Das Duell wurde von der Boxing Writers Association of America mit dem Ali-Frazier-Award als Kampf des Jahres ausgezeichnet. Pavlik gewann im Anschluss auch den Rückkampf gegen Taylor am 16. Februar 2008 durch eine einstimmige Punktentscheidung und verteidigte die Titel auch am 7. Juni 2008 durch TKO in Runde 3 gegen Gary Lockett (30-1).
Am 18. Oktober 2008 erlitt er dann seine erste Niederlage, als er in einem Catchweight und daher in einem Nichttitelkampf nach Punkten gegen Bernard Hopkins (48-5) verlor. 2009 siegte er dann in zwei Titelverteidigungen jeweils vorzeitig gegen Marco Rubio (43-4) und Miguel Espino (20-2). In seiner inzwischen vierten Verteidigung seiner WM-Gürtel, am 17. April 2010 in der Boardwalk Hall, verlor er einstimmig nach Punkten gegen Sergio Martínez (44-2).
Nach dieser Niederlage kehrte er erst im Mai 2011 in den Ring zurück und gewann noch vier Kämpfe, ehe er im Januar 2013 aus Gründen der Gesundheit und Motivation das Ende seiner Boxkarriere verkündete.

## Nach dem Boxen
Pavlik ist Gründer und Eigentümer von Fitness- bzw. Boxclubs in Columbiana County und Mahoning County.